# メチレンテトラヒドロ葉酸-tRNA-(ウラシル-5-)-メチルトランスフェラーゼ(FADH2酸化)
メチレンテトラヒドロ葉酸-tRNA-(ウラシル-5-)-メチルトランスフェラーゼ(FADH2酸化)（Methylenetetrahydrofolate-tRNA-(uracil-5-)-methyltransferase(FADH2-oxidizing)、EC 2.1.1.74）は、次の反応を触媒する酵素である。
5,10-メチレンテトラヒドロ葉酸 + 54位でウリジンを含むtRNA  + FADH2 {\displaystyle \rightleftharpoons } テトラヒドロ葉酸 + 54位でリボチミジンを含むtRNA + FAD
この酵素反応の基質は5,10-メチレンテトラヒドロ葉酸、54位でウリジンを含むtRNAおよびFADH2の3つで、生成するのはテトラヒドロ葉酸と54位でリボチミジンを含むtRNAおよびFADの3つである。
この酵素は転移酵素、特にメチル基転移酵素に属する。

テトラヒドロ葉酸（THF）による代謝とビタミンB12によるTHFの再生産、:de:Folsäure=葉酸、DHF=ジヒドロ葉酸、THF=テトラヒドロ葉酸、Vit.B12=ビタミンB12、Methyl-Vit.B12=メチルコバラミン、Methionin=メチオニン、Methionin Syntase=5-メチルテトラヒドロ葉酸-ホモシステインメチルトランスフェラーゼ、Homocystein=ホモシステイン、N5-Methyl-THF=5-メチルテトラヒドロ葉酸、N5,N10-Methylene-THF=5,10-メチレンテトラヒドロ葉酸、N10-Formyl-THF=10-ホルミルテトラヒドロ葉酸、dUMP=デオキシウリジン一リン酸、NADPH、DNA